# Kaynarca (district)
Kaynarca is een Turks district in de provincie Sakarya en telt 23.366 inwoners (2007). Het district heeft een oppervlakte van 362,8 km².
De bevolkingsontwikkeling van het district is weergegeven in onderstaande tabel.
| 1997   | 2000   | 2007   |
| ------ | ------ | ------ |
| 24.414 | 24.339 | 23.366 |